# Bombardement de Yeonpyeong
Guerre du Crabe
Batailles
- Gangneung
- Yeosu
- Yeonpyeong (1re)
- Amami-Ōshima
- Yeonpyeong (2e)
- Daecheong
- Baengnyeong
- Yeonpyeong (bombardement)

Le bombardement de Yeonpyeong est une attaque de l'île sud-coréenne de Daeyeonpyeong par l’artillerie de l’armée populaire de Corée du Nord le 23 novembre 2010, dans le contexte de la guerre du Crabe. Il intervient peu avant les manœuvres militaires annuelles de la Corée du Sud, nommées « Hoguk[précision nécessaire] » dans la région.

## Antécédents

La frontière maritime disputée entre les Corées du Nord et du Sud en mer Jaune ,:
En bleu A : la Northern Limit Line créée par les Nations unies en 1953 et rejetée à partir de 1973 par la Corée du Nord
En rouge B : la ligne de démarcation déclarée par la Corée du Nord en 1999.
La localisation des îles spécifiques se reflète dans la configuration de chaque frontière maritime, incluant : 1. Yeonpyeong, 2. Baengnyeong, 3. Daecheong, 4. Aéroport international d'Incheon, 5. Séoul, 6. Incheon, 7. Haeju, 8. Kaesong, 9. Ganghwa, 10. Bukdo Myeon, 11. Deokjeokdo, 12. Jawol Myeon, 13. Yeongheung Myeon

Depuis la signature de l’armistice entre les Nations unies et la Corée du Nord, les Nord-Coréens ont contesté la position de la démarcation maritime ouest de la Northern Limit Line reconnue par la Corée du Sud. Au lieu de reconnaître la position de la Northern Limit Line, le gouvernement nord-coréen revendique une frontière située plus au sud et qui englobe d’importantes zones de pêche.
Dans une tentative de faire valoir leurs revendications territoriales, les Nord-Coréens ont effectué, à la fin des années 1990 et au début des années 2000, plusieurs incursions au sud de la Northern Limit Line provoquant une première bataille navale près de l’île en 1999 et une seconde en 2002. Bien qu’il n'y ait pas eu de nouveaux accrochages par la suite, l’augmentation des tensions le long de la frontière conduisit à une bataille navale le 10 novembre 2009 près de l'île de Daecheong. De plus, le naufrage de la corvette sud-coréenne Cheonan au large de l’île de Baengnyeong a été attribué par le régime de Séoul à un sous-marin nord-coréen,.
L’annonce le 21 novembre 2010 de la mise en service d'une usine d’enrichissement d'uranium à Yongbyon par la Corée du Nord avait relancé deux jours avant le bombardement la crise nucléaire nord-coréenne.

## Déroulement

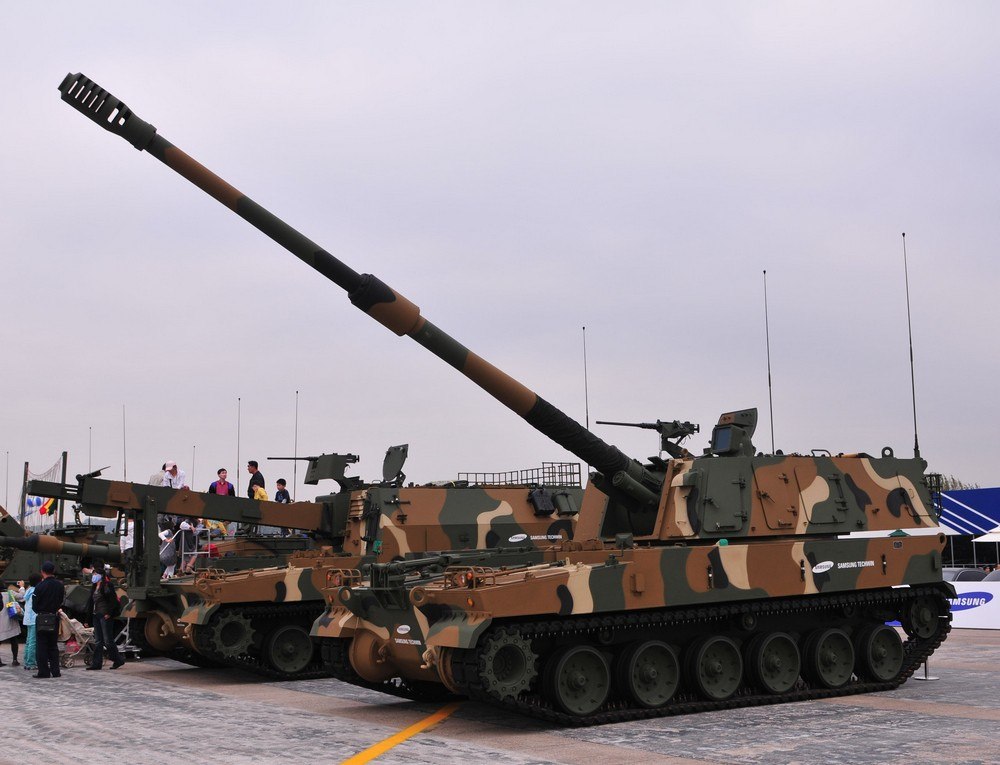
Présentation publique de K9 Thunder construits par Samsung Techwin, une filiale du groupe Samsung. Ce système d'arme de 155 mm entré en service en 1999 a une portée de 40 km. Six pièces sont stationnées sur l'île lors du bombardement et d'autres ont depuis remplacé les pièces de 105 mm qui étaient alors sur place.

À 14 h 34 (UTC+9), la Corée du Nord bombarde l'île de Yeonpyeong à partir de positions situées apparemment près de la ville de Haeju à entre 20 et 40 km de celle-ci, faisant deux morts et quinze blessés parmi l'infanterie de marine sud-coréenne, ainsi que deux morts (deux ouvriers du bâtiment de 60 et 61 ans) et trois blessés parmi les civils. Par ailleurs, le bombardement a détruit complètement 29 maisons, cinq autres sont partiellement détruites et 80 endommagées légèrement par les obus d'artillerie du Nord, coupé l'électricité à la moitié de la population de l'île et provoqué des incendies sur une superficie de 25 hectares.
La base de la marine sud-coréenne a été visée plusieurs fois, deux des six canons automoteurs K9 Thunder stationnés dans celle-ci ont été endommagés, les quatre autres, étant en exercice à l'extérieur, ont pu riposter dans un délai de 13 minutes après le début du bombardement (mais un de ceux-ci subit un incident de tir,) sur un centre de commandement et des casernes à Mudo puis sur une position d'artillerie nord-coréenne à Kaemori abritant des lance-roquettes multiples installés peu avant les évènements. Le président Lee Myung-Bak a réuni son état-major afin de discuter de la situation.
Ce bombardement aurait eu lieu en protestation de manœuvres militaires en cours au large de l'île, version démentie par les autorités de Pyongyang et la KCNA (agence de presse gouvernementale nord-coréenne), qui déclarent que les « fantoches Sud-Coréens » ont tiré des obus dans les eaux territoriales nord-coréennes,.
Le ministère de la Défense sud-coréen a déclaré que des exercices de tir ont été effectués près de la côte nord-coréenne au large de l'île de Baengnyeong mais qu'il s'agissait ici d'exercices mensuels sans rapport avec les manœuvres en question et a nié qu'ils avaient atteint la frontière maritime nord-coréenne. Côté nord-coréen, 170 obus de calibre 122 mm ont été tirés contre 80 de calibre 155 mm côté sud-coréen lors de l'échange de tirs, moins de la moitié ont touché l’île, et parmi celles-ci, environ un quart n’ont pas explosé. Au moins cinq soldats nord-coréens meurent lors de cet échange de tirs.

### Chronologie

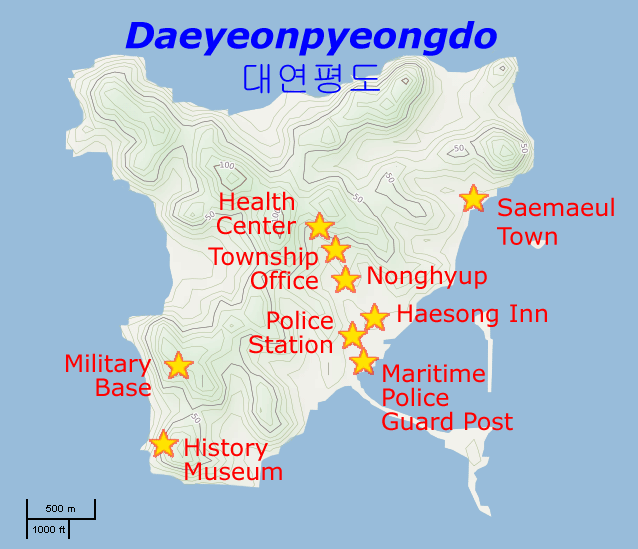
Localisation des impacts des obus nord-coréens sur l'île de Daeyeonpyeong.

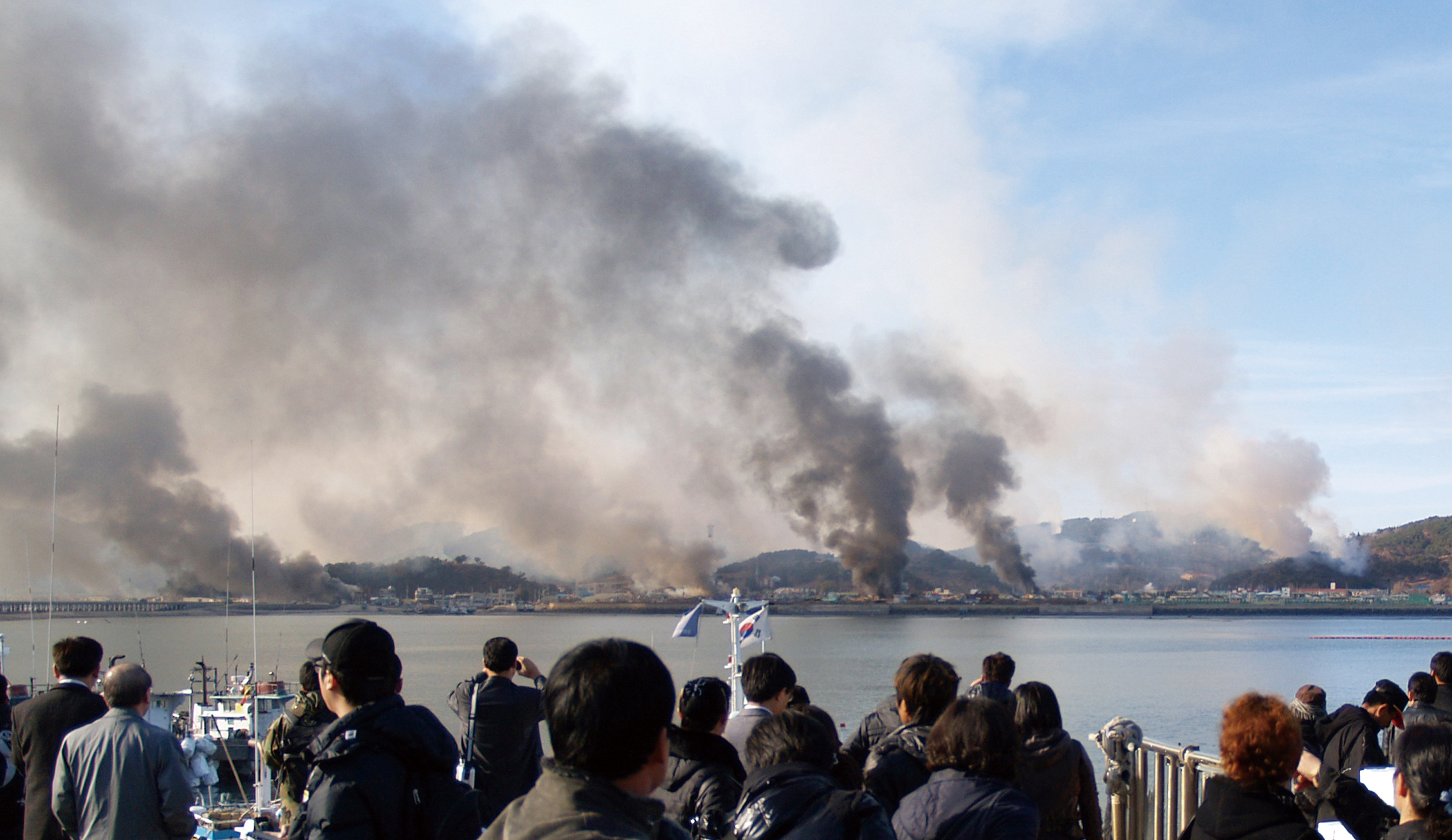
Yeonpyeong après les bombardements.

08:20 : Le Nord envoie un télex demandant l'arrêt des exercices d'entraînement de l'artillerie.
10:00 : Le Sud démarre ses exercices.
14:34 : Le Nord commence à tirer ses obus en direction de Yeonpyeong (environ 170, dont une soixantaine ont atteint l'île) .
14:38 : Le Sud fait décoller en urgence deux chasseurs KF-16 (F-16 Coréens construits par Samsung Aerospace).
14:40 : Le Sud déploie quatre chasseurs F-15K.
14:46 : Le Sud fait décoller en urgence deux autres KF-16.
14:47 : Le Sud commence à répliquer en tirant avec ses K-9 (50 obus).
14:50 : L'alerte de haut niveau donnée pour une provocation locale est déclenchée dans le Sud.
14:55 : Le Nord stoppe temporairement ses tirs.
15:12 : Le Nord commence à tirer une seconde fois (une vingtaine d'obus touchant l'île).
15:25 : Le Sud reprend sa riposte avec les K-9 (30 obus).
15:30 : Le Sud envoie un télex au représentant militaire du Nord demandant l'arrêt immédiat des tirs d'artillerie.
15:40 – 16:00 : Le président de l'état-major combiné sud-coréen Han Min-gu et le commandant des forces des États-Unis en Corée, Walter L. Sharp, ont une vidéoconférence sur la situation.
15:41 : Le Nord stoppe ses tirs.
16:30 : Les premières pertes humaines sont annoncées.
16:35 – 21:50 : Les représentants de la sécurité nationale et des affaires étrangères du Sud sont en conférence.
16:42 : Le Sud stoppe ses tirs.
18:40: Lee Hong-gi, le directeur des opérations de l'état-major sud-coréen commence une conférence de presse.
20:35 – 21:10 : Le président sud-coréen Lee Myung-bak est en réunion avec les chefs d'état-major.

## Suites et conséquences

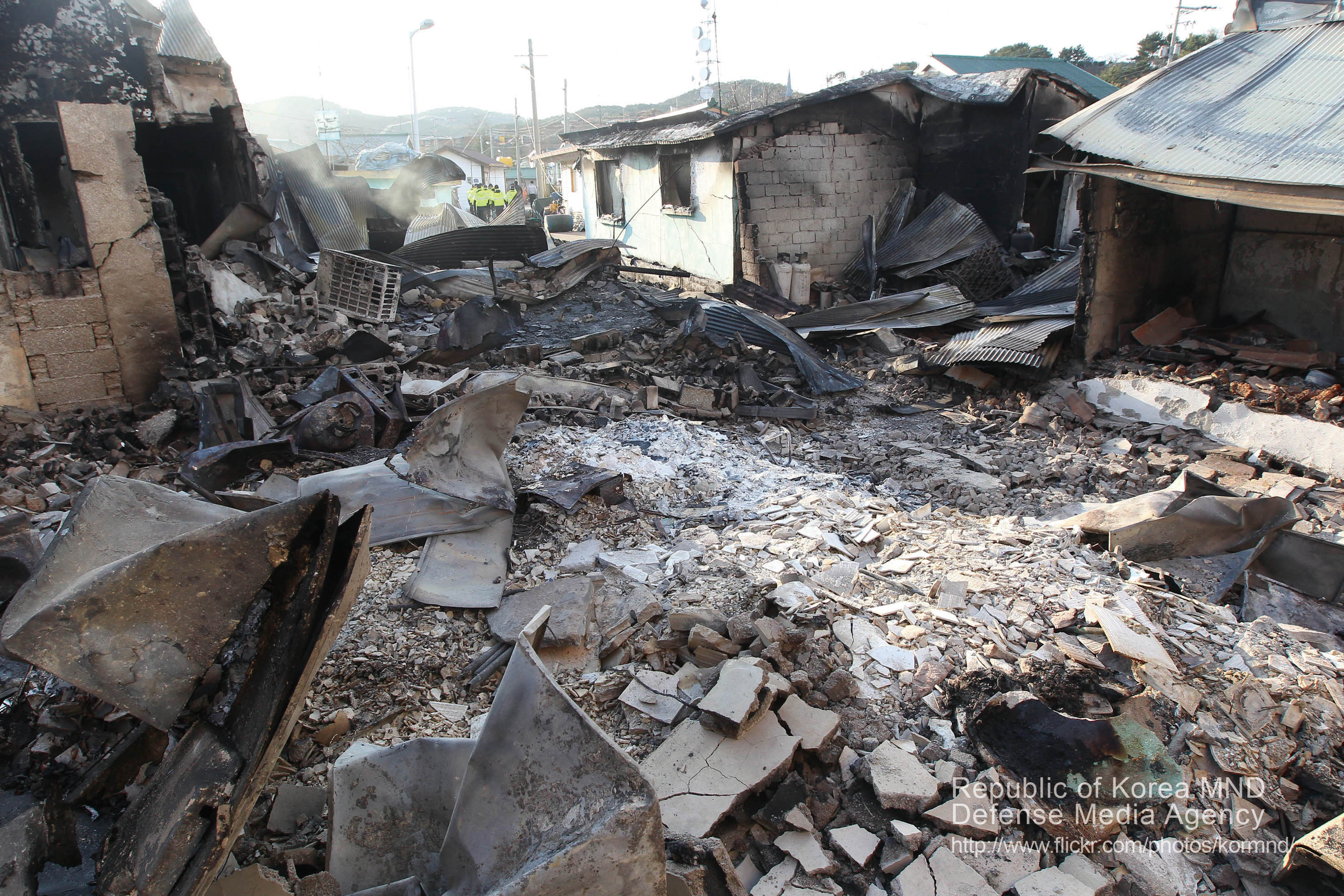
Une rue détruite par les tirs d'artillerie, le 24 novembre 2010.

À la suite de ce bombardement et d'autres incidents entre les deux Corée, le ministre de la Défense de la république de Corée, Kim Tae-young, a présenté sa démission le 25 novembre 2010 après les critiques émises par une partie de la classe politique et de la presse lesquels l'accusaient de faiblesse devant la république populaire démocratique de Corée, d'une riposte tardive et d'une mauvaise organisation de ses armées . Son remplaçant est un ancien chef d'état-major des armées, Kim Kwan-Jin. Le conseiller à la défense du cabinet présidentiel est également changé.
Après le bombardement, la population civile est évacuée de l'île vers Séoul et Incheon. Au 26 novembre, il ne reste que 47 habitants (hors fonctionnaires) sur 1 400.
À partir du 28 novembre, les États-Unis déploient le groupe aéronaval du George Washington afin de participer à des manœuvres conjointes prévues de longue date dans les eaux de la mer Jaune, devant l’île de Gyeokryeol Biyeol, non loin de la presqu’île de Taean, à environ 110 km au sud de la frontière maritime intercoréenne,. La Corée du Nord continue de proférer des menaces et déclare être « prête à anéantir la forteresse sud-coréenne » si sa souveraineté est violée.
L'aide humanitaire, notamment les aides alimentaires en riz, que la Corée du Sud apporte à la Corée du Nord sera réduite à la suite de l'attaque.
Le Procureur de la Cour pénale internationale a effectué un examen préliminaire afin de déterminer si ce bombardement et le naufrage de la corvette Cheonan le 26 mars 2010 relèvent de la compétence de la Cour en tant que crime de guerre mais cela n'a pas donné suite.

## Réactions internationales
- Argentine : Le gouvernement exprime sa « ferme condamnation de l'incident »[39].
- Australie : Le premier ministre, Julia Gillard, condamne l'attaque et exprime ses préoccupations concernant les provocations militaires de la Corée du Nord[40].
- Brésil : Le président du Brésil, Luis Inacio da Silva, déclare qu'il condamne toute tentative d'attaque de la Corée du Nord sur la Corée du Sud. Selon lui, « le Brésil est contre toute attaque d'un autre pays. Nous ne permettrons pas, en toute circonstance, toute tentative de violer la souveraineté d'un autre pays »[41].
- Canada : Le ministre des Affaires étrangères, Lawrence Cannon, déclare qu'il est « profondément préoccupé » des événements en Corée et que les officiels de son département surveillent la situation[42]. Le Premier ministre du Canada Stephen Harper condamne fortement l'attaque, et appelle la Corée du Nord à s'abstenir « d'autres actions inconsidérées et belliqueuses » et à se conformer à l'armistice coréen, et réitère le « ferme soutien » du Canada à la Corée du Sud[43].
- Chili : Le gouvernement condamne l'attaque et appelle la Corée du Nord à mettre de côté son « attitude béliqueuse »[44].
- Chine : Le ministre des Affaires étrangères déclare que le gouvernement chinois exhorte les deux parties à « agir davantage afin de contribuer à la paix et à la stabilité dans la péninsule coréenne »[45].
- Colombie : La Colombie a condamné l'attaque de la Corée du Nord : « La Chancellerie déplore les pertes en vies humaines et les dommages causés à la population et condamne l'usage de la force de la part de la république populaire démocratique de Corée. » Elle a encouragé la Corée du Nord à « respecter les consignes du Conseil de sécurité des Nations unies notamment en ce qui concerne l'abstention de menacer et d'utiliser la force »[46].
- Costa Rica : Le ministre des Affaires étrangères exprime sa solidarité envers la Corée du Sud « pour les pertes humaines et la violation de sa souveraineté » et se déclare préoccupé par la « grande instabilité de la Péninsule coréenne »[47].
- Émirats arabes unis : Le ministre des Affaires étrangères, Abdullah bin Zayed Al Nahyan, décrit l'attaque comme « irresponsable » et offre son soutien au peuple et au gouvernement de Corée du Sud[48].
- États-Unis : Le porte parole de la Maison blanche déclare que « les États-Unis condamnent fermement cette attaque et appellent la Corée du Nord à cesser son action belligérante et à respecter pleinement les termes de l'accord d'armistice »[45].
- Guatemala : Le gouvernement exprime sa solidarité avec la Corée du Sud et se déclara préoccupé par la « possibilité de répercussions sur la paix et la stabilité de la péninsule coréenne »[49].
- Honduras : Une déclaration du ministère des Affaires étrangères a condamné les « graves » attaques armées de la Corée du Nord contre Yeonpyeong et a exprimé sa solidarité avec la Corée du Sud. Il a également appelé les deux pays à rechercher une solution respectant le droit international[50].
- Inde : Le Bureau des Affaires étrangères a appelé les deux parties à « maintenir la paix et la stabilité dans la péninsule coréenne » ainsi qu'à un retour aux négociations et a exprimé sa sympathie aux victimes et aux blessés de Yeonpyeong[51].
- Indonésie : Le ministre des Affaires étrangères, Marty Natalegawa, exprime ses préoccupations concernant l'incident, appelant les deux parties à « cesser immédiatement les hostilités, à faire preuve de retenue et à éviter une nouvelle escalade de la tension »[52].
- Israël : Le ministre des Affaires étrangères, Avigdor Lieberman, déclare que l'incident est une preuve que le monde « doit arrêter ce régime fou »[53].
- Japon : Le premier ministre, Naoto Kan, ordonne à son gouvernement de « faire des préparatifs afin de nous permettre de réagir fermement à toute éventualité » après une réunion d'urgence[45].
- Malaisie : Le ministre des Affaires étrangères, Anifah Aman, a condamné l'attaque de Yeonpyeong qui a abouti aux pertes de vies. Il a appelé toutes les parties à « éviter le recours à des mesures qui peuvent aggraver la tension et d'instabilité » dans la région[54].
- Mexique : Le gouvernement mexicain condamne fermement les attaques contre l'île de Yeonpyeong et demande à la Corée du Nord de mettre fin aux hostilités[55].
- Nouvelle-Zélande : Le ministre des Affaires étrangères, Murray McCully, condamne l'incident, exprimant l'« outrage » constitué par l'attaque et les pertes humaines, mais a souligné que « c'est le moment de garder la tête froide afin d'éviter que ce conflit ne dégénère en une menace plus grave pour la stabilité de la région »[56].
- Norvège : Le ministre des Affaires étrangères, Jonas Gahr Støre, déclare que « - Les affrontements et les tensions soulevées dans la zone frontalière entre les Corée du Nord et du Sud sont alarmants. Un conflit armé aurait des conséquences très graves. Les deux parties doivent maintenant faire preuve de retenue »[57].
- Ouzbékistan : Le ministère des Affaires étrangères se déclare préoccupé par la situation, exhortant Pyongyang à se retenir de prendre des mesures unilatérales visant à augmenter les tensions et à résoudre les différends existants par des moyens diplomatiques pacifiques[58].
- Pakistan : Le porte-parole du ministre des Affaires étrangères pakistanais, Shah Mehmood Qureshi, exprime ses préoccupations dans un communiqué de presse et déclare que le « Pakistan exhorte toutes les parties concernées à faire preuve de retenue et à résoudre tous les problèmes pacifiquement »[59].
- Pérou : Le ministère des Affaires étrangères condamne un « acte d'agression méprisable » de la part de la Corée du Nord et appelle au respect de la charte des Nations unies[60].
- Philippines : Le président philippin, Benigno Aquino III, a appelé mercredi 24 novembre à la sobriété et à la fin des hostilités dans la péninsule coréenne. Aquino a également déclaré que le gouvernement philippin s'emploie à assurer la sécurité des Philippins vivant dans les deux Corées[61].
- Russie : Le ministère des Affaires étrangères déclare qu'il y avait un « danger colossal » de conflit, ajoutant que « ce qui s'est passé mérite d'être condamné. Ceux qui ont initié cela et le recours aux tirs contre l'île sud-coréenne ont pris sur eux une responsabilité énorme ». Enfin, il exhorte les parties à ce que « les échanges de tirs cessent immédiatement »[45]. Mikhaïl Marguelov, président de la Commission pour les Affaires internationales du Conseil de la fédération déclare que « Le comportement imprévisible d'un pays œuvrant à la mise au point d'une arme nucléaire constitue une menace qui dépasse de loin les limites de la péninsule coréenne et de l'Extrême-Orient » [62].
- Singapour : Le ministère des Affaires étrangères a condamné l'incident, le décrivant comme une « action téméraire et provocatrice qui accroit dangereusement les tensions dans ce qui était déjà une incertitude et une situation très lourde ». Il a exhorté les deux parties à « exercer la plus grande retenue »[63].
- Taïwan : Le président Ma Ying-jeou accuse la Corée du Nord de « provoquer des tensions » sur la péninsule et demande aux départements gouvernementaux de surveiller la situation[64].
- Uruguay : Le ministre des Affaires étrangères uruguayen condamne l'attaque et appelle les deux parties à éviter « l'usage de la force » et à se mettre sur la voie d'une « résolution de leur différend par des moyens pacifiques ». Le vice-président Danilo Astori et le ministre des Affaires étrangères étaient tous deux à Séoul pour une visite officielle lorsque l'attaque eut lieu[65].
- Viêt Nam : Une porte-parole du ministre des Affaires étrangères a déclaré que le pays était préoccupé par l'incident et « s'opposait à l'usage de la force ou à la menace d'usage de la force dans les relations internationales et dans les actions militaires qui causent des torts aux civils innocents »[66].

### Au sein de l'Union européenne
- Union européenne — La haute représentante, Catherine Ashton, condamne l'attaque et exhorte la Corée du Nord à respecter les accords d'armistice[67].
  -  Allemagne : Le ministre des Affaires étrangères, Guido Westerwelle, s'est dit « très inquiet » déclarant que ces provocations mettaient « en danger la paix dans la région »[45].
  -  Belgique : Le vice-premier ministre et le ministre des Affaires étrangères, Steven Vanackere, « a fermement condamné l'attaque par la Corée du Nord », tout en souscrivant à la déclaration faite par la haute Représentante de l'UE, Catherine Ashton, concernant l'incident. En outre, la Belgique « salue l'appel à la retenue du président sud-coréen Lee Myung-bak »[68].
  -  Bulgarie : Le ministre des Affaires étrangères, Nikolaï Mladenov, condamne l'attaque et appelle les deux Corée à s'abstenir de toutes autres provocations militaires[69].
  -  Danemark : Le ministre d'État, Lars Løkke Rasmussen, condamne l'attaque et la qualifie de provocation militaire[70].
  -  Espagne : La  ministre de la Défense, Carme Chacón, déclare qu'ils s'agit de faits « graves » sur lesquels « devrait se prononcer le Conseil de sécurité des Nations unies ». Elle a également rappelé que la communauté internationale « était déjà l'alarme » à propos du programme nucléaire de la Corée du Nord et « le manque d'attention aux suggestions et demandes qui ont été faites »[71].
  -  Finlande : Le ministre des Affaires étrangères, Alexander Stubb, appelle les deux parties à la « modération » et ajoute que cet incident, comme les autres qui se sont produits jusqu'alors, est un sujet de préoccupations[72].
  -  France : La ministre des Affaires étrangères, Michèle Alliot-Marie, a « condamné avec la plus grande fermeté » le bombardement de l'île et appelle « à l'arrêt des provocations »[45]. Plusieurs voix, dont celles du député communiste Jean-Jacques Candelier et de l'Association d'amitié franco-coréenne, ont appelé à refuser l'escalade et à encourager la signature d'un traité de paix en Corée[73].
  -  Grèce : Le ministère des Affaires étrangères s'est déclaré préoccupé par la situation et a condamné l'« attitude agressive » de la Corée du Nord[74].
  -  Hongrie : Le secrétaire d'État aux Affaires étrangères, Zsolt Németh, condamne l'attaque nord-coréenne[75].
  -  Lettonie : Le ministère des Affaires étrangères annonce que la Lettonie appelle les deux parties à « adhérer à l'accord d'armistice de 1953 » et condamne toutes actions qui aggraverait la situation[76].
  -  Pologne : Le ministre des Affaires étrangères, Radoslaw Sikorski, exprime de « profondes préoccupations » sur l'accident, ajoutant que cela pourrait créer une crise dans la région. Il ajoute qu'il espère que « les deux parties éviteraient l'escalade »[77].
  -  Roumanie : Le ministère des Affaires étrangères a déclaré être « profondément préoccupé par l'attaque armée », ajoutant que « Nous condamnons sans équivoque ces actes et nous demandons aux autorités de Pyongyang de mettre un terme sans délai à l'acte de provocation. Dans le même temps, […] nous tenons à exprimer nos condoléances et notre profonde compassion aux familles des victimes. »[78]
  -  Royaume-Uni : Le secrétaire d'État des Affaires étrangères, William Hague, a déclaré que le Royaume-Uni condamne cette attaque « unilatérale » et demande à la Corée du Nord d'éviter ces attaques tout en adhérant aux accords d'armistice[45].
  -  Slovénie : Le politicien slovène Jelko Kacin, membre du Parlement européen qui fait également partie de la délégation européenne pour les relations avec la péninsule coréenne, a condamné les « provocations du Nord » [79].
  -  Suède : Le ministre des Affaires étrangères, Carl Bildt, commente les faits sur son blog, les qualifiant de « très inquiétants » et, pour la Chine, d'« utiliser la totalité de son influence sur Pyongyang pour influencer son régime »[80]

### Autres réactions
L'OTAN a « condamn[é] fermement » le bombardement de l'île sud-coréenne.
De même, le secrétaire général des Nations unies, Ban Ki-moon, lui-même sud-coréen, condamne l'attaque et a appelé à la « retenue immédiate ». « Profondément inquiet », il ajoute que « l'attaque constitue l'un des incidents les plus graves depuis la fin de la guerre de Corée ».

## Sources
- (en) Cet article est partiellement ou en totalité issu de l’article de Wikipédia en anglais intitulé « Bombardment of Yeonpyeong » (voir la liste des auteurs).